# Roberto Amadio
Roberto Amadio (Portogruaro, 10 luglio 1963) è un dirigente sportivo, ex ciclista su strada e pistard italiano.
Professionista dal 1985 al 1989, fu campione del mondo nell'inseguimento a squadre nel 1985. Dal 2005 al 2014 è team manager e direttore della Liquigas-Cannondale, poi diventata Cannondale Pro Cycling.

## Carriera
Amadio corse da dilettante vincendo un mondiale di inseguimento a squadre e tre titoli nazionali. Partecipò ai Giochi della XXIII Olimpiade a Los Angeles nel 1984, arrivando quarto nella gara dell'inseguimento a squadre.
Tra il 1985 e il 1989 fu professionista sia su pista (vittoria della Sei giorni di Bassano) che su strada. Colse l'unica vittoria da professionista in Spagna, aggiudicandosi una tappa al Cinturón Ciclista Internacional a Mallorca.
Nel 1992 iniziò la carriera di dirigente nel ciclismo su strada con la Jolly Componibili-Club 88, squadra in seguito rinominata in Aki e Vini Caldirola, prima di giungere alla Liquigas.

## Palmarès

### Strada
- 1983 (Dilettante)

Trofeo Raffaele Marcoli
- 1985 (Santini, una vittoria)

4ª tappa Cinturón Ciclista Internacional a Mallorca

### Pista
- 1983

Campionati italiani, Inseguimento a squadre Dilettanti
- 1984

Campionati italiani, Inseguimento a squadre Dilettanti
- 1986

Sei Giorni di Bassano del Grappa (con Francesco Moser e Danny Clark)

## Piazzamenti

### Grandi Giri
- Tour de France

1987: ritirato (14ª tappa)
1988: ritirato (14ª tappa)

### Classiche monumento
- Giro delle Fiandre

1987: 87º
1989: 73º

### Competizioni mondiali
- Campionati del mondo su pista

Bassano del Grappa 1985 - Inseguimento a squadre: vincitore
- Giochi olimpici

Los Angeles 1984 - Inseguimento a squadre: 4º